# Le Fils de Kong
Série
King Kong (film, 1933)
(1933)
Pour plus de détails, voir Fiche technique et Distribution.
Le Fils de Kong ou Le Fils de King Kong (Son of Kong) est un film américain réalisé par Ernest B. Schoedsack, sorti en 1933. Ce film est la suite de King Kong, sorti la même année, réalisé par Merian C. Cooper et Ernest B. Schoedsack.

## Synopsis
Un mois après la mort du gorille géant Kong, Carl Denham est ruiné dans les procès pour la destruction et les victimes de celui qu'il a capturé sur une île lointaine et inconnue de l'Océan Indien. Traqué par les journalistes, il décide de partir voir le capitaine Englehorn. Face à leur situation délicate (Englehorn étant impliqué dans l'arrivée de Kong à New York, craint que son bateau ne soit saisi), ils quittent New York avec un équipage pour rejoindre l'Extrême-Orient, le port de Dakang. Ils y rencontrent le capitaine Helstrom, qui avait vendu la carte de l'ile de Kong à Denham et celui-ci leur annonce qu'un trésor est caché dans l’île. 
Dans le même temps, Denham rencontre Hilda, une jeune femme (dont le père fut tué par Helstrom) qui va s'embarquer clandestinement sur le Venture. Quelque temps plus tard, l'île de Kong est en vue mais, du fait de la réputation de l'endroit et les manigances de Helstrom, une mutinerie éclate et les marins prennent possession du navire. Ceux-ci ne veulent pas être tués par les créatures de l'île. Denham, Englehorn, Hilda, Charlie (le cuisinier chinois) et Helstrom accostent l'île dans un canot. Les indigènes ne leur réservent pas un accueil chaleureux car ils les tiennent pour responsables de la destruction du village par Kong dans le film précédent. Le canot aborde donc ailleurs et commence à explorer l'île. Denham et Hilda rencontrent le fils de Kong, un grand gorille au pelage blanc, qu'ils aident à sortir d'un marécage. Très vite, ils découvrent le temple dans lequel est caché le trésor. Le fils de Kong les accompagne durant la recherche du trésor et les défend contre les autres créatures de l'île. 
Après avoir trouvé le trésor, l'île s'enfonce dans l'océan par un tremblement de terre et toutes les créatures de l'île, ainsi que les indigènes et le petit Kong sont engloutis par les flots. Denham et ses compagnons sont repêchés par un navire et se partagent le trésor de l'île. Hilda décide toutefois de rester avec Denham.

## Fiche technique
- Titre français : Le Fils de Kong
- Titre original : Son of Kong
- Réalisation : Ernest B. Schoedsack
- Scénario : Ruth Rose
- Musique : Max Steiner
- Production : Merian C. Cooper et Archie Marshek (associé)
- Direction des effets spéciaux : Willis H. O'Brien et Marcel Delgado
- Société de production et distribution : RKO Pictures
- Date de sortie :
  - États-Unis : 22 décembre 1933
  - France : 1er octobre 1970

## Distribution
- Robert Armstrong : Carl Denham
- Helen Mack : Hilda Peterson

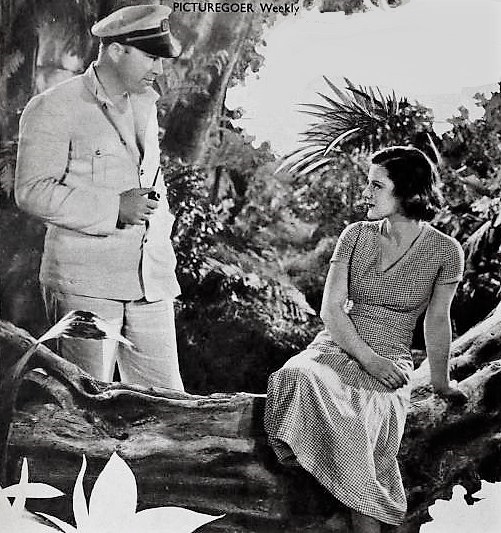
Robert Armstrong et Helen Mack dans une scène du film.

- Frank Reicher : Capitaine Englehorn
- John Marston : Capitaine Nils Helstrom
- Victor Wong : Charlie, le cuisinier chinois
- Ed Brady : Red
- Steve Clemente : le sorcier guérisseur (non crédité)
- Noble Johnson : le chef indigène (non crédité)
- Clarence Wilson : M. Peterson, le père d'Hilda (non crédité)

## Autour du film
- Le film est produit la même année que King Kong, qui avait permis à RKO Pictures de se remettre d'une situation financière difficile.
- Cependant, le tournage et la préparation de ce film durent se faire rapidement et dans un budget serré : 290 000 dollars pour Le Fils de Kong contre environ 600 000 dollars pour King Kong. De fait, la RKO voulant toucher un public plus jeune, ce film est plutôt un film d'aventure familial.
- L'île n'est pas nommée de façon claire : dans ce film, elle est tout simplement appelée « île de Kong » et n'est pas désignée dans King Kong. Dans les autres films, elle est souvent nommée « île du Crâne ».
- Du fait du budget limité alloué par la RKO à la production de ce film, on peut noter certains détails sur l’île et les créatures préhistoriques qui la peuplent : les créatures sont moins nombreuses et l'environnement de l’île est beaucoup plus limité que dans King Kong (les personnages ne s'éloignent pas du Temple).
- La personnalité du petit Kong diffère de celle de son père : en effet, alors que son père se montre d'une grande sauvagerie lorsqu'il se bat, Kong jr. ne semble pas très à son aise dans les combats, notamment contre l'ours des cavernes. De même, le père reste un animal sauvage, tandis que son fils semble plus humanisé.
- On retrouve dans le rôle de Carl Denham, Robert Armstrong déjà présent dans King Kong pour le même rôle et Frank Reicher qui reprend son rôle du capitaine Englehorn.
- La baisse du budget alloué au film explique l'aspect très différent par rapport au premier. Ainsi l'on peut noter que les indigènes ne sont réduits qu'à une petite dizaine et n'apparaissent que quelques secondes à l'écran.

## Accueil et diffusion
Le Fils de Kong sort à la fin de l'année 1933, 8 mois après la sortie de King Kong. Mais sortie trop rapidement dans le succès de son père au box-office, cette suite ne connut qu'un succès très modeste.
Le Fils de Kong ne passe à la télévision que très rarement et est souvent diffusé à la suite du King Kong original. 
Il est diffusé le 8 décembre 2014 en version hybride (en partie V.O./français) sur Ciné FX. Il existe depuis lors une version française du film dans son intégralité.